# Orrit
El antiguo pueblo de Orrit, actualmente despoblado, pertenece al antiguo término de Sapeira, agregado en 1970 el término municipal de Tremp. En abandonarse el pueblo viejo se formó el arrabal de  El Pont d'Orrit, más abajo, a ras de carretera y del río, delante mismo de Arén.
Orrit había sido uno de los ayuntamientos formados en 1812 a raíz de la aplicación de la Constitución de Cádiz, aunque la escasa población que tuvo siempre hizo que en febrero de 1847 fuera agregado al ayuntamiento de Sapeira, siguiendo las directrices de las nuevas leyes promulgadas aquellos años. Además, ya en los años anteriores en 1847 se ve ambigua, la situación administrativa de Orrit: aparece en las listas de pueblos con alcalde, pero en otros documentos se le define como un agregado de Sapeira.
El pueblo viejo es una roca cerca de la Noguera Ribagorzana, dominando su orilla izquierda justo en la entrada del desfiladero de Escales. Su importancia estratégica hizo que en época tardorromana formara el pagus de Orrit, con centro en el castillo, situado al oeste del pueblo.
La antigua iglesia parroquial de San Pedro, románica, es de las pocas edificaciones que quedan del pueblo viejo. Abandonada, se ha construido modernamente una iglesia nueva, también con la advocación a san Pedro, en El Pont d'Orrit, cerca del río y de la carretera.

## Historia
Orrit se formó ya en época tardorromana y goda; en aquella época fue uno de los castillos conocidos como nec plus ultra (es decir, no más allá: tenía, pues, un marcado carácter fronterizo. El pagus formado en el entorno del castillo es ya mencionado en el 826. Este pagus comprendía todo el término actual de Sapeira y parte de los de Espluga de Serra y Sopeira, incluyendo el monasterio de Santa María de Alaón, de gran importancia en la Ribagorza durante la Edad Media. Orrit tuvo una celda monástica dependiendo de Alaón en Sant Climent de la Vall d'Orrit.
Una prueba de la importancia de este pagus de Orrit es el lugar llamado Ministeriolo, que hay que situar cerca de Orrit. Parece que había habido un mausoleo, quizás romano. Otra prueba de esta importancia es la iglesia de Sant Genís de Oliberà, documentada en el Cartoral de Alaón, pero sin que se sepa hoy en día el emplazamiento exacto.
Entró a formar parte del Condado de Pallars Jussá en el siglo XI, y en 1291 era incorporado a la corona. Más tarde, todavía, formó parte de las posesiones de la Baronía de Erill el siglo XVII.
En 1831 constan en Orrit 29 habitantes, y en el Diccionario geográfico ... de Pascual Madoz sitúa, en 1845, 3 vecinos (cabezas de familia) y 42 almas (habitantes). Hacia el 1900 a la Geografía ... dirigida por Carreras Candi, se mencionan 30 edificios, con 22 habitantes; el abandono del pueblo ya estaba en un estado bastante avanzado.
El ya citado Madoz dice de Orrit que:

está en la vertiente meridional de una colina donde están las ruinas de un castillo o torre, protegido de los vientos del norte y de clima frío. Sitúa en 12 casas separadas unas de otras, pero no mucha distancia, a más de 3 otros caseríos más alejados: Tarros, Jaumet y Soliveta. El terreno de su término es montañoso, áspero y pedregoso, con 28 jornales de regadío y 160 de tierras de cultivo. No tiene bosque, pero sí muy de matorral para obtener leña. Se producía trigo, vino de mala calidad y aceite; había ovejas para lana, y 9 pares de bueyes para arar.